# Gateball
 (janvier 2023).
La mise en forme du texte ne suit pas les recommandations de Wikipédia : il faut le « wikifier ».
Les points d'amélioration suivants sont les cas les plus fréquents. Le détail des points à revoir est peut-être précisé sur la page de discussion.
- Les titres sont pré-formatés par le logiciel. Ils ne sont ni en capitales, ni en gras.
- Le texte ne doit pas être écrit en capitales (les noms de famille non plus), ni en gras, ni en italique, ni en « petit »…
- Le gras n'est utilisé que pour surligner le titre de l'article dans l'introduction, une seule fois.
- L'italique est rarement utilisé : mots en langue étrangère, titres d'œuvres, noms de bateaux, etc.
- Les citations ne sont pas en italique mais en corps de texte normal. Elles sont entourées par des guillemets français : « et ».
- Les listes à puces sont à éviter, des paragraphes rédigés étant largement préférés. Les tableaux sont à réserver à la présentation de données structurées (résultats, etc.).
- Les appels de note de bas de page (petits chiffres en exposant, introduits par l'outil «  Source ») sont à placer entre la fin de phrase et le point final[comme ça].
- Les liens internes (vers d'autres articles de Wikipédia) sont à choisir avec parcimonie. Créez des liens vers des articles approfondissant le sujet. Les termes génériques sans rapport avec le sujet sont à éviter, ainsi que les répétitions de liens vers un même terme.
- Les liens externes sont à placer uniquement dans une section « Liens externes », à la fin de l'article. Ces liens sont à choisir avec parcimonie suivant les règles définies. Si un lien sert de source à l'article, son insertion dans le texte est à faire par les notes de bas de page.
- La présentation des références doit suivre les conventions bibliographiques. Il est recommandé d'utiliser les modèles {{Ouvrage}}, {{Chapitre}}, {{Article}}, {{Lien web}} et/ou {{Bibliographie}}. Le mode d'édition visuel peut mettre en forme automatiquement les références.
- Insérer une infobox (cadre d'informations à droite) n'est pas obligatoire pour parachever la mise en page.

Pour une aide détaillée, merci de consulter Aide:Wikification.
Si vous pensez que ces points ont été résolus, vous pouvez retirer ce bandeau et améliorer la mise en forme d'un autre article.
Le Gateball, en japonais : ゲートボール (gētobōru) est un sport d'équipe inspiré du croquet, crée en 1947, qui se joue avec un maillet. Il s'agit d'un jeu qui oppose deux équipes, rapide, sans contact et stratégique, qui peut être pratiqué par tous, indépendamment de l'âge ou du sexe.

## Histoire
Le Gateball est créé au Japon par Suzuki Kazunobu en 1947 
À la suite d'une pénurie de caoutchouc, nécessaire à la fabrication des balles utilisées dans de nombreux sports après la seconde guerre mondiale, Suzuki, qui travaille alors dans l'industrie du bois sur l'île septentrionale d'Hokkaido, se rend compte qu'il y avait un approvisionnement prêt en bois utilisé pour fabriquer des boules de croquet et des maillets. Il révise les règles du croquet et crée le gateball pour en faire un jeu destiné à la jeunesse. 
Le gateball devient populaire à la fin des années 1950 lorsqu'un instructeur d'éducation physique introduit le port dans les sociétés de femmes et les clubs de personnes âgées de la ville de Kumamoto. En 1962, la Kumamoto Gateball Association est formée et établi un ensemble de règles locales. Cette version du jeu se popularise à l'échelle nationale via une démonstration médiatisée lors d'une rencontre nationale de fitness à Kumamoto en 1976. Peu de temps après, la popularité du gateball se renforce lorsque des responsables gouvernementaux locaux et des représentants d'organisations de personnes âgées introduise le sport dans tout le pays. 
En 1984, la Japanese Gateball Union (JGU) est fondé Sous la direction de son président inaugural, Ryoichi Sasakawa, la JGU a développé un ensemble de règles unifié et a organisé la première rencontre nationale. 

## Règles du jeu
Le gateball se joue entre deux équipes de cinq personnes maximum sur un terrain rectangulaire de 15 à 20 mètres de long et de 20 à 25 de large. Les deux équipes utilisent cinq boules chacune, rouges ou blanches selon les équipes, et jouent en alternance entre les boules rouges et blanches numérotées de 1 à 10. Chaque joueur joue la même balle tout au long de la partie. 
Au début du jeu, les joueurs, dans l'ordre, placent leur balle dans la "zone de départ" désignée et tentent de frapper la balle à travers la première porte. S'ils réussissent à franchir la porte, ils peuvent rejouer. Si le joueur rate la première porte, ou si sa balle passe à travers la première porte mais se retrouve à l'extérieur du terrain, il récupère sa balle et doit réessayer au deuxième tour. 
Depuis les changements de règle de 2015, une balle passant par la première porte mais se retrouvant hors des limites est réputée avoir passé la première porte mais est une balle extérieure et tentera d'entrer sur le terrain lors de son prochain tour à partir de l'endroit où la balle est sortie.
En passant à travers une porte ou en déclenchant la balle, un joueur obtient le droit de rejouer.
Lors d'un coup, si la balle touche une autre balle, cela s'appelle une "touche". Si la balle du frappeur et la balle touchée restent à l'intérieur des lignes du terrain, le frappeur doit placer la balle touchée en contact avec sa propre balle, mettre son pied sur sa balle et la frapper avec le bâton (ce jeu est appelée "croc"), éjectant l'autre balle touchée à la suite de l'impact. 
Un point est accordé pour chaque porte que la balle passe dans l'ordre et deux points pour avoir touché le poteau de but. 
Le vainqueur est l'équipe avec le plus de points au bout de trente minutes. Comme l'équipe rouge joue toujours en premier, l'équipe blanche a toujours le dernier tour, même si le temps s'est écoulé avant que la dernière boule blanche ne soit appelée.

## Compétitions

### Jeux mondiaux
En 2001, le gateball a été inclus comme événement d'exposition aux 6e Jeux mondiaux. La compétition s'est déroulée dans la préfecture d'Akita au Japon et a réuni des équipes de Chine, du Japon, de Corée du Sud, des États-Unis et du Taipei chinois. La finale a été remportée par une équipe composée principalement d'adolescents japonais.

### Championnat du monde de Gateball
Les championnats du monde de gateball ont lieu tous les quatre ans. Le championnat inaugural en 1986 a été disputé à Hokkaido avec des équipes du Brésil, de Chine, du Taipei chinois, du Japon, de Corée et des États-Unis d'Amérique. Les championnats suivants ont eu lieu à Hawaï (1998); Toyama, Japon (2002); Jeju, Corée du Sud (2006) ; Shanghai, Chine (2010); et Niigata (Japon) en 2014.
Le 10e championnat du monde s'est déroulé du 17 au 19 septembre 2010 à Shanghai en Chine. La compétition a été disputée par 96 équipes de 14 pays/régions dont l'Australie, le Brésil, la Chine, le Taipei chinois, Hong Kong, l'Inde, le Japon, le Paraguay, les Philippines, la Corée du Sud, la Russie et les États-Unis. 
Le 12e championnat du monde a eu lieu à São Paulo au Brésil du 21 au 23 septembre 2018.